# Jelbeszéd
Jelbeszéd (v překladu Znaková řeč) je 5. studiové album maďarské zpěvačky Zsuszy Koncz. Jedná se o poslední album nahrané společně se skupinou Illés - skupina se v době jeho vydání rozpadla. Poprvé vyšlo na LP v roce 1973, kvůli textu písně Ha én rózsa volnék (v překladu Kdybych byla růží) však bylo komunistickou cenzurou zakázáno. Nové vydání se uskutečnilo až v roce 1983. Na CD bylo album vydáno na značce Hungaroton pod katalogovým číslem HCD 37604, naposledy v roce 1994.

## Seznam písní
1. Ki mondta (Levente Szörényi - János Bródy) 4:10
2. Kertész leszek (János Bródy - Attila József) 4:20
3. Jelbeszéd (Lajos Illés - János Bródy) 3:02
4. Ha én rózsa volnék (János Bródy) 4:19
5. Ne kérdezd (Szabolcs Szörényi - János Bródy) 3:14
6. Egy fiatal költő emlékére (Lajos Illés - János Bródy) 3:40
7. Hé, mama (Szabolcs Szörényi - János Bródy) 2:50
8. Mit tegyen egy kisleány (János Bródy) 3:59
9. Hol zöldell a rét (László Tolcsvay - Béla Tolcsvay) 2:59
10. Szólj, ha meguntad (László Tolcsvay - Béla Tolcsvay) 3:11
11. Nem ver meg engem az Isten (János Bródy - Sándor Petőfi) 2:50
12. Új dal (László Tolcsvay - Béla Tolcsvay) 2:57